# Hack my Heart
Hack my Heart är en svensk dramakomediserie med premiär på SVT Play den 21 april 2023. Serien är skapad av Max Tellving, som förutom manus även står för regin. I huvudrollerna ses Frank Dorsin, Vera Fhager och Stefan Popov.

## Handling
Serien kretsar kring tonåringen Otto Olsson som utger sig för att, tillsammans med hackern Mira, ha knäckt kärlekskoden, och utvecklat en dejtingapp som med hjälp av artificiell intelligens matchar dig med din perfekta partner. Åtminstone har han övertygat en investerare om att han gjort det. Men är det verkligen sant eller bygger allt på en stor bluff?

## Roller i urval
- Frank Dorsin – Otto Olsson
- Vera Fhager – Mira
- Stefan Popov – Julius
- Olle Ahlström – Tor
- Ava Nikodell –  Nadin
- Eva Rydberg – Hermine, Julius farmor.
- Fanny Wranne – Alice